# فرانشيسكا كونتي
فرانشيسكا كونتي (بالإيطالية: Francesca Cristiana Conti)‏ هي لاعبة كرة الماء إيطالية، ولدت في 21 مايو 1972 في جنزانو دي روما في إيطاليا.

## وصلات خارجية
- فرانشيسكا كونتي على موقع الاتحاد الدولي للسباحة (الإنجليزية)
- فرانشيسكا كونتي على موقع اللجنة الأولمبية الدولية (الإنجليزية)
- فرانشيسكا كونتي على موقع أوليمبيديا (الإنجليزية)
- فرانشيسكا كونتي على موقع اللجنة الأولمبية الإيطالية (الإيطالية)
- فرانشيسكا كونتي على موقع CONI honoured athlete website (الإيطالية)